# مجرد (مجموعه تلویزیونی)
مجرد (لهستانی: Singielka) یک مجموعه تلویزیونی درام لهستانی است که در سال ۲۰۱۵ منتشر شد.

## بازیگران
- پائولینا خروشچل
- نیکودم رزبیتسکی
- فیلیپ بوبک
- آنا اوبرتس
- یولیا کامینسکا
- آگنیشکا میخالسکا
- دوروتا پومیکاوا
- کارولینا گورچیتسا
- ایزابلا کونا
- لائورا برژکا
- میخاو چرنتسکی
- ماگدالنا روژاینسکا
- اولگا کالیتسکا
- کارولینا نولبژاک
- دومینیکا خوروشینسکا
- ناتالیا لش
- آلدونا یانکوفسکا
- ماچئی یاخوفسکی
- مارچین پرخوچ
- یان مونچکا
- میلنا سوشینسکا
- توماش ساپریک
- دومینیکا کاخلیک
- بارتوش گلنر
- آنا گزیرا
- کشیشتف چچوت
- میکووای رُزنرسکی
- کارولینا پُرکاری
- میلنا لیشتسکا
- ماگدالنا کولشنیک
- میکلای کراوچیک
- ماگدالنا والیگورسکا-لیشیتسکا
- کریستینا رودکوفسکا-اوله‌ویچ
- ماریوش زانیفسکی
- آنتا تودورچوک-پرخوچ
- اِوا تِـلِـگا
- آندژی دِسکور
- آرتور کرایفسکی
- سباستیان استانکیه‌ویچ
- میخاو مِـیِر
- روبرت کوشوتسکی